# 福岡県道285号浜口遠賀線
福岡県道285号浜口遠賀線（ふくおかけんどう285ごう はまぐちおんがせん）は、福岡県遠賀郡芦屋町から遠賀郡遠賀町に至る一般県道である。

## 概要
一部は国鉄芦屋線の廃線跡である。

### 路線データ
- 起点：福岡県遠賀郡芦屋町浜口町（浜口町交差点、国道495号交点）
- 終点：福岡県遠賀郡遠賀町大字今古賀（遠賀町役場前交差点、福岡県道55号宮田遠賀線終点、福岡県道299号岡垣遠賀線交点）
- 延長：3,914 m

## 地理

### 通過する自治体
- 遠賀郡芦屋町
- 遠賀郡遠賀町

### 交差する道路
| 交差する道路                                   | 市町村名 | 市町村名 | 交差する場所 | 交差する場所              |
| ---------------------------------------------- | -------- | -------- | ------------ | ------------------------- |
| 国道495号                                      | 遠賀郡   | 芦屋町   | 浜口町       | 浜口町交差点 / 起点       |
| 福岡県道26号北九州芦屋線                       | 遠賀郡   | 芦屋町   | 浜口町       | 芦屋浜口南交差点          |
| 福岡県道286号黒山広渡線                        | 遠賀郡   | 遠賀町   | 松の本6丁目  | 松の本北交差点            |
| 国道3号                                        | 遠賀郡   | 遠賀町   | 大字今古賀   | 今古賀交差点              |
| 福岡県道55号宮田遠賀線 福岡県道299号岡垣遠賀線 | 遠賀郡   | 遠賀町   | 大字今古賀   | 遠賀町役場前交差点 / 終点 |

### 沿線
- 芦屋競艇場（福岡県道26号北九州芦屋線交差点南西）
- ゆめタウン遠賀（国道3号交差点付近）
- ルミエール遠賀店（終点交差点南西側）